# Národní park Peneda-Gerês
Park Peneda Gerês v severním Portugalsku byl založen v roce 1970 na rozloze 500 km². Je to horská oblast se svěží vegetací v údolích. Ze žulových štítů je nejvyšší hora Nerosa (1545 m). Vydatné srážky živí prudké horské bystřiny, v úrodných údolích roste vícero unikátních rostlin. Žije tu endemická ještěrka Schreiberova (Lacerta schreiberi).